# الدوري الكويتي 2016–17
الدوري الكويتي لكرة القدم 2016–17 هو الموسم الخامس والخمسون لدوري فيفا الكويتي. بدأ هذا الموسم في 28 سبتمبر 2016، وانتهى في 25 مايو 2017، تنافس خلاله 15 فريقًا على لقب البطولة في هذا الموسم، بعدما انضم كل من نادي التضامن ونادي برقان للأندية التي سبق وأن شارمت في موسم 2015–16، وقد توّج نادي الكويت بالبطولة على حساب نادي القادسية، إلا أن دعاوى قانونية رُفِعت لاحقًا لنزع اللقب من نادي الكويت، وقد حكمت محكمة التمييز الكويتية لصالح النزع، إلا أن خبراء قانونيين أكّدوا على أن الكويت حتى الآن هو البطل الرسمي رغم حكم المحكمة، وذلك بناء على قانون الرياضة الجديد.

## صاحب اللقب

### خلفيّة
- تمثلت الأزمة في مشاركة لاعب الكويت فهد الهاجري أمام العربي بالجولة السادسة من الدوري، على اعتبار أنَّ قرار إيقافه، من قبل لجنة الانضباط كان ببطولة كأس ولي العهد فقط. جاء اعتراض العربي على مشاركته اللاعب ليتم رفضه من قبل الانضباط، ثم لجنة المسابقات قبل أن تقبله لجنة الاستئناف وتعطي النقاط للعربي ، وماهو معلوم ان قرارات لجنة الاستئناف نافذة ولايمكن الطعن عليها ، الا ان سيادة القانون 34 لسنة 2016 انذاك والذي كان مخالفا للوائح الاتحاد الدولي والميثاق الاولمبي من خلال درجات تقاضي متدرجة منح نادي الكويت الحق في اللجوء للجنة الأولمبية والطعن على قرار لجنة الاستئناف وقد قبلت الاولمبية التظلم بعد الاستعانة بخبراء خليجيين ومنحت النقاط للكويت ، ثم لجأ العربي إلى الهيئة العامة للرياضة التي اعتمدت في النهاية فوز العربي (3-0).[2]
- ولجأ الكويت للقضاء الذي أصدر حكما بأحقية مشاركة اللاعب، ومن ثم اعتماد النتيجة الأصلية بفوزه (2-1)، ولجأ القادسية إلى الاتحاد الدولي وشكى لجوء الكويت للمحاكم العادية فكان رد الفيفا انه لايجوز اللجوء للمحاكم العادية وطالب بمعاقبة النادي الذي يلجأ للمحكمة ، لكن في تلك الفترة كان اتحاد الكرة برئاسة الشيخ طلال الفهد محلولا من قبل الهيئة العامة للرياضة فلم يكن هناك من سبيل الا مواصلة اتباع المسار القانوني وفق القانون 34 فقام فاروق العوضي عضو الجمعية العمومية للقادسية بالطعن على حكم القضاء كون ناديه تضرر من اعتماد فوز الكويت باللقاء، لكن تم رفض دعوة العوضي، واعتماد فوز الأبيض مجددًا وتم تأييد الحكم بالاستئناف ورفض استشكال الحكومة فاكمل العوضي مشوار التقاضي بتمييز حكم الاستئناف. [3]
- وفي 10 يوليو 2019 صدر حكم التمييز، بعدم أحقية نادي الكويت بالنقاط الثلاث، الامر الذي يعني ان نادي القادسية الذي حل ثانيا بالدوري برصيد 67 نقطة سيصبح بالمركز الأول ليتراجع الكويت إلى 66 نقطة ، ليصبح القادسية هو البطل الرسمي لنسخة 2016–17 من الدوري الكويتي.[4]

### دعوى نزع اللقب
في بداية الأمر توج نادي الكويت بلقب الموسم، بعد أسابيع من النفاشات الحادة جراء مشاركة غير قانونية لأحد اللاعبين، حيث احتج نادي العربي على إشراك الكويت، للاعب فهد الهاجري، بداعي أن اللاعب كان موقوفا، إلا أن درجات التقاضي السابقة أقرت بصحة المشاركة، وأحقية نادي الكويت بلقب الدوري. استمرت القضية في المحاكم، فكان الحكم الأولي لصالح نادي الكويت، بعدما حصل على حكم قضائي يقضي بأحقيته في الفوز على نادي العربي، لتكون الثلاث نقاط من نصيب نادي الكويت. ويفور باللقب بفارق نقطتين من الوصيف نادي القادسية. لكن في 10 يوليو 2019 صدر حكم التمييز، بعدم أحقية نادي الكويت بالنقاط الثلاث، الامر الذي يعني ان نادي القادسية الذي حل ثانيا بالدوري برصيد 67 نقطة سيصبح بالمركز الأول ليتراجع الكويت إلى 66 نقطة، ليصبح القادسية هو البطل حسب حكم المحكمة. إلا أن خبراء قانونيين أكدّوا على أن حكم محكمة التمييز لن يُغيّر من واقع الحال شيئًا، وأن نادي الكويت سيظل بطلًا للدوري في ظل عدم وجود تحرّكات رسمية على مستوى الاتحاد، وبناء على: «المادة التي استند إليها الحكم - والتي كانت تعطي للهيئة العامة للشباب والرياضة المرجعية - لم تعد نافذة بعد وضع قانون الرياضة الجديد»، باتالي قانونيًا «لا قيمة للقرار الإداري الصادر من الهيئة العامة للشباب والرياضة ويبقى قرار اللجنة الأولمبية نافذًا.»

## الترتيب

### قبل حكم المحكمة
| م  | الفريق          | لعب | ف  | ت  | خ  | أ.له | أ.ع | أ.ف | نقاط | التأهل أو الهبوط                  |
| -- | --------------- | --- | -- | -- | -- | ---- | --- | --- | ---- | --------------------------------- |
| 1  | نادي الكويت     | 28  | 21 | 6  | 1  | 70   | 17  | +53 | 69   | التأهل إلى دوري أبطال آسيا 2018   |
| 2  | نادي القادسية   | 28  | 21 | 4  | 3  | 57   | 17  | +40 | 67   |                                   |
| 3  | نادي النصر      | 28  | 18 | 3  | 7  | 49   | 30  | +19 | 57   |                                   |
| 4  | النادي العربي   | 28  | 14 | 9  | 5  | 55   | 36  | +19 | 51   |                                   |
| 5  | نادي كاظمة      | 28  | 12 | 10 | 6  | 54   | 36  | +18 | 46   |                                   |
| 6  | نادي السالمية   | 28  | 12 | 7  | 9  | 47   | 33  | +14 | 43   |                                   |
| 7  | نادي الجهراء    | 28  | 12 | 4  | 12 | 52   | 51  | +1  | 40   |                                   |
| 8  | نادي التضامن    | 28  | 10 | 9  | 9  | 39   | 37  | +2  | 39   |                                   |
| 9  | نادي الفحيحيل   | 28  | 11 | 5  | 12 | 39   | 43  | −4  | 38   | الهبوط دوري الدرجة الأولى الكويتي |
| 10 | نادي الشباب     | 28  | 6  | 11 | 11 | 39   | 46  | −7  | 29   | الهبوط دوري الدرجة الأولى الكويتي |
| 11 | نادي اليرموك    | 28  | 6  | 8  | 14 | 40   | 51  | −11 | 26   | الهبوط دوري الدرجة الأولى الكويتي |
| 12 | نادي الصليبيخات | 28  | 6  | 5  | 17 | 32   | 44  | −12 | 23   | الهبوط دوري الدرجة الأولى الكويتي |
| 13 | نادي خيطان      | 28  | 6  | 4  | 18 | 25   | 56  | −31 | 22   | الهبوط دوري الدرجة الأولى الكويتي |
| 14 | نادي الساحل     | 28  | 5  | 7  | 16 | 27   | 61  | −34 | 22   | الهبوط دوري الدرجة الأولى الكويتي |
| 15 | نادي برقان      | 28  | 3  | 2  | 23 | 23   | 90  | −67 | 11   | الهبوط دوري الدرجة الأولى الكويتي |

### بعد حكم المحكمة
| م | الفريق        | لعب | ف  | ت | خ | أ.له | أ.ع | أ.ف | نقاط | التأهل                          |
| - | ------------- | --- | -- | - | - | ---- | --- | --- | ---- | ------------------------------- |
| 1 | نادي القادسية | 28  | 21 | 4 | 3 | 57   | 17  | +40 | 67   | التأهل إلى دوري أبطال آسيا 2018 |
| 2 | نادي الكويت   | 28  | 20 | 6 | 2 | 70   | 17  | +53 | 66   |                                 |
| 3 | نادي النصر    | 28  | 18 | 3 | 7 | 49   | 30  | +19 | 57   |                                 |
| 4 | النادي العربي | 28  | 14 | 9 | 5 | 55   | 36  | +19 | 51   |                                 |